# Корневище

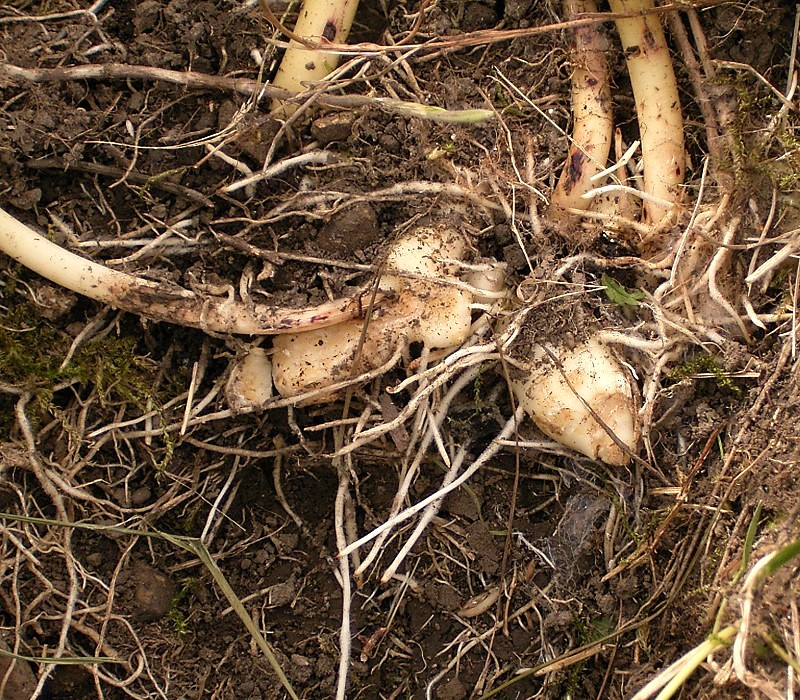
Корневище Купена многоцветковая|купены многоцветковой (Polygonatum multiflorum) (L.) All.

Корневище — видоизменённый побег, обычно подземный, с чешуевидными, недоразвитыми или рано отмирающими листьями, верхушечными или пазушными почками, придаточными корнями. Корневище выполняет функцию запасания питательных веществ, вегетативного возобновления и размножения. У дерева корневищем называют основной корень (продолжение ствола), а также часть корней, выступающую на поверхности земли. Корневище не является органом растения.
Может применяться в лекарственной медицине.
Корневище может быть:
- простым или ветвистым — по степени разветвлённости;
- горизонтальным, вертикальным или косым — по направлению роста;
- длинным, коротким или сильно укороченным (со сближенными узлами) — по длине;
- толстым или тонким — по толщине.

- Эпигенное корневище
- Гипогенное